# Strigania permira
Strigania permira là một loài bướm đêm trong họ Noctuidae.